# Тэлпозиз
Тэлпозиз (устар. Тельпосиз, коми Тöлпозиз — гора гнезда ветров) — главная вершина Северного Урала, находящаяся около условной границы Северного Урала с Приполярным. Расположена на левом берегу реки Щугор на территории Национального парка «Югыд ва» (Республика Коми ). Представляет собой двухвершинный горный массив высотой 1617 м.
Сложена кристаллическими сланцами, кварцитовыми песчаниками и конгломератами. На склонах — таёжные леса, выше 500 м — горная тундра.

## Этимология
Встречается несколько вариантов написания оронима — Тэлпозис, Тельпосиз, Тельпос-Из. В переводе с языка коми означает «Гора гнезда ветров» (коми из — «камень», «гора», «хребет», поз — «гнездо», тол, тел — «ветер»). На русский язык, как правило, переводят просто «Гнездо ветров». Это образное обозначение связано с суровыми погодными условиями: с вершины горы часто дуют сильные ветры, приносящие облака, дождь или снег.
В работах А. Регули гора упоминается под ненецким названием Нэ-Хэхэ — «Женщина-идол», «Баба-идол». Мансийское же название — Нэ-Пупыг-Нёр или Нэ-Пупыг-Ур — рассматривается лингвистами как перевод с ненецкого, так как значит «Гора бабы-идола». Э. К. Гофман приводил мансийскую легенду о боге, превратившем в каменного идола женщину, которая противоречила мужу. Согласно преданию, бог запретил манси подниматься на вершину: «Если кто осмелится это сделать, то поднимется такая буря, что смельчак как раз полетит в пропасть».
Краевед П. А. Сорокин отмечает, что коми также избегают восхождений на Тэлпозиз, веря, что в горе обитает бог Шуа (или Войпель)— повелитель ветра и холода. Считается, что Шуа не терпит шума и может наслать бурю, снегопад или превратить нарушителей в камень. На одной из вершин якобы сохранились следы ног этого божества.
Некоторые исследователи отождествляют Тэлпозиз с горой Столп, упомянутой русским полководцем и князем XV–XVI вв. Семёном Курбским, однако эта гипотеза остаётся спорной.
Меридиональную горную цепь, протянувшуюся от левого берега реки Щугор к истоку реки Подчерем, часто называют Тельпосским хребтом (или Тэлпозским). По данным Е. Д. Сошкиной, коми именуют Тэл-Поз-Изом лишь северную часть хребта, а южную обозначают как Сёд-Из — «Чёрный хребет» (коми сьӧд — «чёрный»).

## Топографические карты
- Лист карты P-40-V,VI г. Тельпос-Из. Масштаб: 1 : 200 000. Указать дату выпуска/состояния местности.